# Janusz Fleszyński
Janusz Tadeusz Fleszyński (ur. 1941 r.) – polski inżynier elektryk. Absolwent Politechniki Wrocławskiej. Stopień naukowy doktora nauk technicznych uzyskał w 1971, a doktora habilitowanego w 1987 roku. Od 2004 r. profesor na Wydziale Elektrycznym Politechniki Wrocławskiej. Otrzymał Medal Komisji Edukacji Narodowej oraz Złotą Odznakę Politechniki Wrocławskiej.